# Gul vallört
Gul vallört (Symphytum tuberosum) är en växtart i familjen strävbladiga växter.
Den växer inte naturligt i Sverige, men eftersom den odlas händer det att man träffar på ett förvildat exemplar.